# Aleksander Harasowski
Aleksander Paweł Harasowski (ur. 10 czerwca 1872 w Teratynie, zm. 28 lutego 1945 w Lublinie) – polski lekarz, doktor wszech nauk lekarskich Uniwersytetu Jagiellońskiego, autor poradnika medycznego, dyrygent Krakowskiego Chóru Akademickiego.

## Życiorys

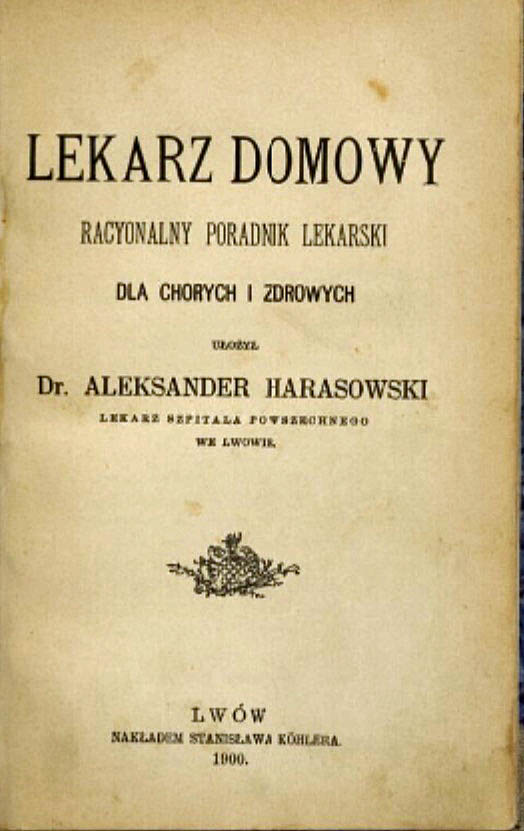
Strona tytułowa poradnika Lekarz Domowy autorstwa dr Aleksandra Harasowskiego, wydana we Lwowie w 1900

Urodził się w Teratynie koło Chełma jako syn Teofila, księdza unickiego i Antoniny z domu Tokarskiej. Była to rodzina morawsko-śląska o polskich tradycjach patriotycznych, która osiadła na ziemi lwowskiej w XVII wieku. Babka uczyła go pieśni z czasów Powstania styczniowego.
Maturę złożył w gimnazjum Zgromadzenia Zmartwychwstańców we Lwowie. Studia i doktorat „wszech nauk lekarskich” uzyskał na Uniwersytecie Jagiellońskim w 1897. Podjął pracę w Szpitalu Powszechnym we Lwowie i w 1900 napisał „racyonalny poradnik lekarski dla chorych i zdrowych”, który zyskał dużą popularność. Książkę wymieniono w Bibliografii Polskiej Estreicherów i cytowano w XXI wieku.
W okresie 1900–1914 pracował jako lekarz miejski i uzdrowiskowy w Delatynie. W 1910 wydał źródłowe opracowanie o warunkach balneologicznych tego uzdrowiska oferującego także „kąpiele w Prucie, ideał kąpieli rzecznej”. Publikacja ta była wskazana w 2015 jako wzór dobrej reklamy. Harasowski był jednocześnie lekarzem Kasy Chorych w Nadwórnej, a także rejonowym lekarzem więziennym. Obowiązki te wykonywał do wybuchu I wojny światowej.
Ożenił się z Robertą Nałęcz-Udrycką, z którą miał czworo dzieci: Stanisławę (1899), Helenę (1902), Adama (1904–1996) i Romualda (1912). Rodzina zamieszkała w Delatynie, gdzie Aleksander wybudował willę. Oboje małżonkowie byli miłośnikami i znawcami muzyki. Syna Adama, przyszłego uczestnika Konkursu Chopinowskiego, kompozytora i inżyniera, gry na fortepianie uczono od 5 roku życia.

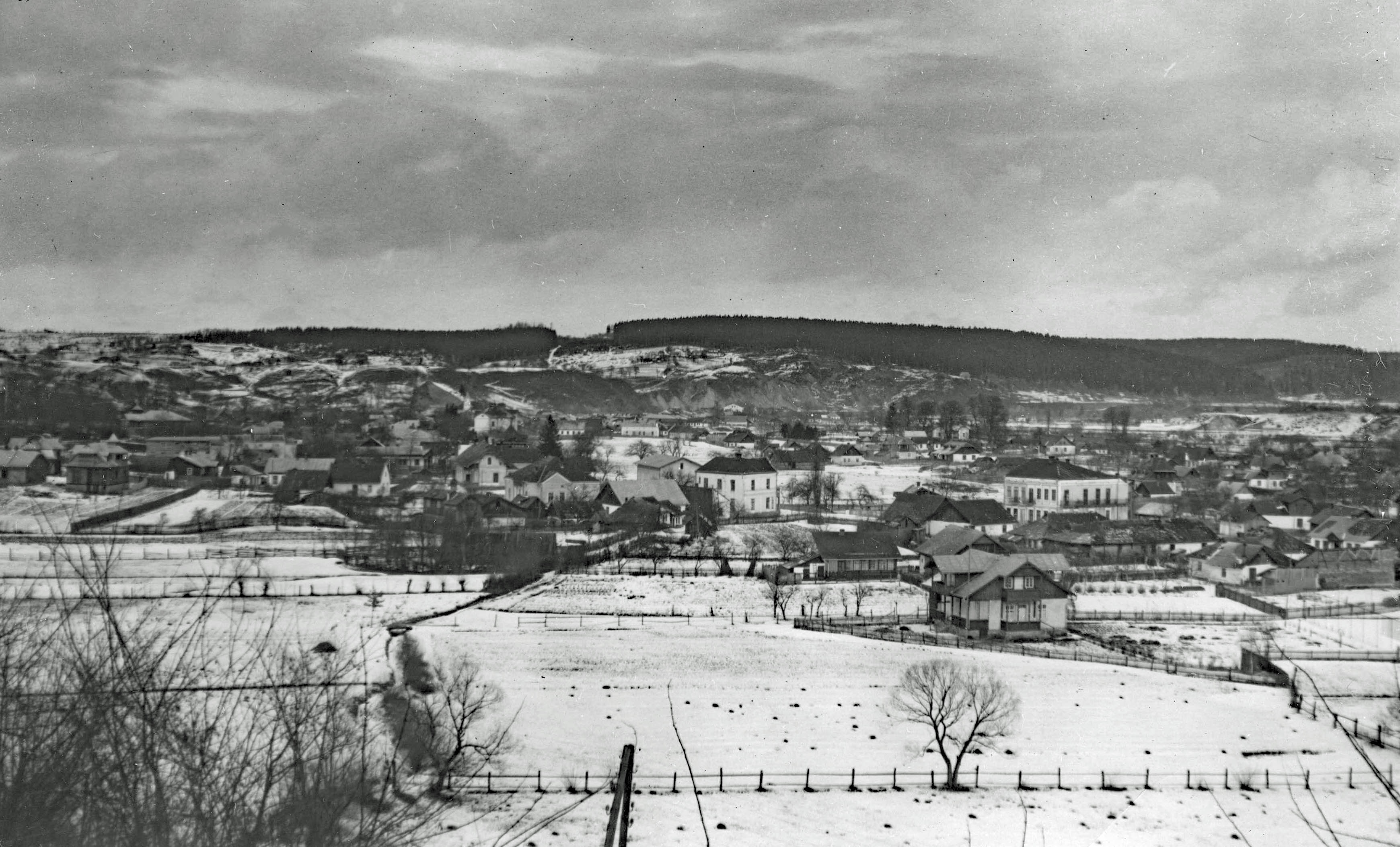
Uzdrowisko Delatyn nad rzeką Prut, u wschodniego przedproża Gorganów, w okresie zimowym około 1918

Po wybuchu wojny Aleksander Harasowski został w 1914 zmobilizowany do austriackiej służby wojskowej, później wstąpił do Wojska Polskiego. W 1919 otrzymał przydział do polskiego szpitala wojskowego w Nowym Sączu, gdzie pozostał i mieszkał w okresie międzywojennym. Do rezerwy został przeniesiony w stopniu majora w 1921.
W 1926 z powodu płonicy zmarli Roberta Harasowska i najmłodszy syn Romuald. Córka Stanisława wyszła za mąż za kompozytora Tadeusza Szeligowskiego (1896–1963). Po uzyskaniu emerytury przeniósł się do Wilna, a po zakończeniu II wojny światowej zamieszkał w Lublinie, gdzie zmarł w 1945.
Aleksander Harasowski był „wszechstronnie uzdolniony, przede wszystkim nieprzeciętnie muzycznie”. Komponował i grał biegle na fortepianie. W czasie odbywania (1892–1897) studiów medycznych był dyrygentem Krakowskiego Chóru Akademickiego. Później dyrygował chórami w Delatynie i Andrychowie, gdzie pracował jako lekarz wojskowy. Po śmierci Marszałka Piłsudskiego w 1935 skomponował muzykę do słów M. Nalepki Do Wilna serce dajcie.
Oprócz tekstów medycznych i popularyzatorskich Aleksander pisał wiersze i krótkie utwory literackie. Wygłaszał pogadanki w wileńskiej rozgłośni Polskiego Radia. Znał kilka nowożytnych języków europejskich, a także łacinę i grekę. Około 1912 otrzymał pierwszą nagrodę w korespondencyjnym konkursie szachowym w Petersburgu. Będąc na emeryturze napisał w „Gazecie Wileńskiej”:

Ktokolwiek chce poświęcić się medycynie, musi się przygotować na to, że jest to jedyny zawód, zobowiązujący do miłosierdzia. Żaden inny zawód (oprócz duchownego) nie może się poszczycić takim zaszczytem czy ciężarem.

## Publikacje książkowe
- Lekarz domowy: Racyonalny poradnik dla chorych i zdrowych. Lwów: S. Köhler, 1900, s. 224.
- Delatyn: Miejscowość klimatyczna i kąpielowa w Galicyi. Lwów: nakładem Drukarni Józefa Chęcińskiego, 1910, s. 14.